# Vadim Schneider
Vadim Schneider (Parigi, 10 marzo 1986 – Montréal, 8 settembre 2003) è stato un attore francese.

## Carriera
Nato a Parigi, Vadim si trasferì a Montréal, in Canada, all'età di 10 anni nel 1996. Aveva quattro fratelli più piccoli di lui (Niels, Volodia, Aliocha e Vassili) e frequentò un istituto privato di Montréal, il Collége Jean De Brébeuf.
La sua carriera da attore cominciò in teatro, ma nel 2001 venne selezionato per interpretare la parte di Sebastien Dubé nella serie televisiva 15/Love. Nel 2003 iniziarono le riprese, ma sfortunatamente l'8 settembre dello stesso anno Vadim perse la vita in un incidente stradale insieme a Jaclyn Linetsky, che nella serie interpretava la parte di Megan O'Connor. All'inizio si pensò di non far proseguire la serie, ma le riprese ricominciarono 5 mesi dopo per volere dei genitori dei due giovani. Si decise così di doppiare il personaggio di Sebastien: la voce che si sente nella versione originale di 15/Love non è quindi quella di Vadim. Il 2 dicembre 2003 la famiglia di Vadim decise di aprire un fondo per permettere ad uno studente della scuola che dimostri di avere grandi capacità di usufruire di una borsa di studio, intitolata a ricordo del figlio "Fondo Vadim Schneider".
I suoi maggiori interessi erano il canto, la recitazione, la scrittura e il tennis.

## Filmografia
- 15/Love (11 episodi, 2004)